# Fast växelkurs
Fast växelkurs är ett växelkurssystem där ett lands valuta fixeras gentemot en annan värdemätare. Det kan röra sig om ett annat lands valuta, en grupp av valutor eller en råvara såsom guld. Om referensvärdet förändras innebär det att landets valuta följer med. Motsatsen till fast växelkurs är flytande växelkurs. 
Genom tiderna har det varit vanligt i västvärlden att knyta valutor till myntmetall, den amerikanska dollarn, det brittiska pundet eller D-mark. Under senare tid har även valutor börjat knytas mot euron.
En fast växelkurs innebär att penningpolitiken är låst när kapitalrörelserna är fria; penningpolitiken används för att stabilisera valutan och kan inte användas för att påverka den inhemska kreditefterfrågan. 
- En hög ränta relativt omvärlden leder till stort kapitalinflöde och tvingar centralbanken att köpa utländsk valuta för att undvika att den inhemska valutan stiger i värde.
- En låg ränta leder till valutautflöde och att Centralbankens valutareserv minskar.

## Svensk historik
I Sverige har fast växelkurs tillämpats under delar av 1900-talet:
- 1871–1915, guldmyntfot.
- 1920-talet, återgång till guldmyntfot efter uppehåll under första världskriget.
- 1931, guldmyntfoten överges.
- 1945–1973, fast växelkurs inom ramen för Bretton Woodssystemet (devalvering 1949).
- 1973–1977, fast växelkurs mot västtysk mark inom ramen för den så kallade valutaormen (devalveringar 1976).
- 1977–1991, fast växelkurs mot utrikeshandelsvägd valutakorg med extra vikt för USA-dollarn (upprepade devalveringar 1977, 1981 och 1982).
- 1991–1992, fast växelkurs mot ecun (genomsnitt av EU-valutorna). Denna fick överges under finanskrisen i Sverige 1990–1994.
- Sedan 1992, rörlig växelkurs med inflationsmål för Riksbanken.